# Station Zielona Góra Dworzec Szprotawski
Station Zielona Góra Dworzec Szprotawski is een spoorwegstation in de Poolse plaats Zielona Góra.